# Mikołaj Łaściszewski (zm. 1655)
Mikołaj Łaściszewski (Łayszczewski) herbu Ślepowron (zm. w 1655 roku) – marszałek dworu prymasa Macieja Łubieńskiego, kasztelan sochaczewski w latach 1643–1655, sędzia ziemski rawski w latach 1638–1642, pisarz ziemski rawski w latach 1629–1635, sekretarz królewski (przed 1631 rokiem do 1632 roku), starosta łowicki dóbr arcybiskupich za rządów prymasa Macieja Łubieńskiego.
Podpisał elekcję Władysława IV Wazy w 1632 roku z województwem rawskim. Jako poseł na sejm zwyczajny 1635 roku wyznaczony z Senatu do lustracji dóbr królewskich na Rusi i Wołyniu. Był członkiem konfederacji generalnej zawiązanej 31 lipca 1648 roku. Podpisał elekcję Jana II Kazimierza Wazy z ziemią rawską w 1648 roku.